# 港中大戰
港中大戰，或稱為中港大戰，亦即中國境內兩支國際足協認可的足球代表隊——中國國家足球隊和香港足球代表隊之間的對戰。基於兩地長久的歷史問題，地緣政治和時事話題的影響，兩支球隊每次對戰時均受到雙方球迷及外界高度著目。

## 背景
香港與中國內地足球的關係密不可分。在二十世紀初現代足球發展早期，香港便開始與廣東、上海等中國較先進的地方進行足球運動交流，定期舉行埠際賽。在國際賽方面，早期中華民國國家足球隊多以香港球員為骨幹，配以少數國內球員出賽。1954年起，香港足球代表隊獲准參與正式國際賽。至1960年代，香港球員仍可基於身份認同等因素選擇代表中華民國或香港出戰國際賽。1971年，國際足協於承認中華人民共和國取代中華民國成為中國唯一代表，香港頂級球員選擇代表香港足球代表隊比賽。
1978年2月7日，香港首次與新中國的國家隊首次對壘。雙方的宿怨中，最著名的一次是五一九事件，1985年5月19日，香港隊在1986年世界盃亞洲區外圍賽作客擊敗中國 2–1 而力壓對方出線，更導致北京工人體育場外發生球迷騷亂。此役是雙方宿敵成形的標誌性賽事。
在香港主權移交之後，雙方先後在2006年及2018年世界盃外圍賽中獲分配同組，賽果迥異但結果類同。2010年代，濃厚的政治因素使雙方對賽往往充滿火藥味。

## 重要對賽

### 五一九事件（1985年）
五一九事件是港中大戰的標誌。1986年世界盃亞洲區外圍賽，香港隊作客北京工人體育場在被外界看低一線之下，爆冷以 2–1 擊敗中國隊而取得出線資格。
| 中國     | 1 – 2 | 香港                    |
| -------- | ----- | ----------------------- |
| 李辉 31' |       | 张志德 19' · 顾锦辉 60' |

### 2006年世界杯外围赛
2006年世界盃亞洲區外圍賽，香港與中國獲分配同組。而首回合香港主場以 0–1 不敵中國，次回合是分組賽的最後一場，于2004年11月17日举行。當時中國的得失球落後同分的科威特居次席，因此中國主場需要大勝香港。
赛前，亚足联竞赛委员会主管卡洛称次回合中港之战「产生任何比分都是正常的」，中国足协副主席杨一民暗示中国队出线与否需要港队配合。有部分内地媒体炒作香港隊應「放水」助中國出線，甚至称中国足协已经搞掂了香港足总，但香港足总及港队主教练黎新祥均否认这一说法，部分香港球员表示即使放水中国队也未必可以出线。实际备战方面港队并无如其他比赛一般重视此役。
2004年11月17日，世界杯亚洲区外围赛关乎出线的两场比赛相继开战，其中中国对阵中国香港的比赛较科威特对马来西亚晚5分钟开球。上半场中国队取得3-0的领先，而科威特则与马来西亚战成1-1平。下半场中国队将开球时间优势拖延至7分钟，并在下半场开始阶段连入两球。5-0领先后中国队认为出线在望有所松懈，而中国香港队的防守亦有所加强。但随后，另一场比赛风云突变，马来西亚队球门的球网破碎令比赛暂时停止，科威特队此后将比分扩大至6-1并保持到终场。在这段时间内，中国队的鄭智射失十二碼，而直到比赛快结束前中国队才再入两球将比分扩大至7-0。中国队进第七球时科马之战已经结束，按照实时比分中科两队净胜球相同，但中国队以进球数之差位居科威特之后，中国队需要在补时阶段再入一球方能出线，但遗憾未能达成。比赛中，有诸多中国球员、足协官员、解说员误解了排名规则，认为净胜球相同时需要进行附加赛，但实际上由于中国队进球数不如科威特，无缘出线。
赛后，大胜仍然出局的中国队受到了广泛批评，在经历过2001年甲B五鼠和2003年甲A输球保级等事件后，中国队竟然「真球没打过人家，假球也没打过人家」，诸多评论认为中国足协不熟悉排名规则、准备不充分未能想到对手的盘外招、与另一场比赛现场的联络不稳定等等是中国队遗憾出局的原因。
追平最大失利比分的香港队虽然受到了中国主场现场球迷的称赞，但却被香港本地球迷质疑体育精神，有4成香港球迷相信香港队比赛放水。由於港队门将范俊業在下半场献出多次神勇扑救，包括一记鄭智射出的十二碼，間接令中國而出局，从而遭到了部分中国内地球迷的痛恨，有媒体称其为令中国队出局的「头号罪人」；另有傳媒則給予他支持，稱頌他為「香港之光」和「人民英雄」等。。
| 中國                                                                                    | 7 – 0 | 香港 |
| --------------------------------------------------------------------------------------- | ----- | ---- |
| 李金羽 8' · 邵佳一 42' · 邵佳一 44' · 李金羽 47' · 徐雲龍 49' · 于根偉 88' · 李瑋峰 92' |       |      |

### 2018年世界盃外圍賽
在2015年中起舉行的世界盃亞洲區外圍賽，雙方再次獲抽同組。在抽籤結果公佈後，新浪曾形容香港隊是「送分童子」、「毫無爆冷的可能」，對港隊極度輕視。由於中國內地與香港特區的政治關係急速惡化，加上中國足協推出「有層次」海報，諷刺港隊使用入籍的黑人和白人球員，有歧視之嫌，事件震驚香港足球界，甚至連本身不留意足球的香港人亦非常關注事件。而中國傳媒亦经常使用「中國香港」一词，令香港球迷不滿，被认为“矮化”了香港地位，其理由是国际足联名称为Hong Kong National Football Team，没有China一字。首場對賽是香港的第三輪，在賽前港隊先後擊敗不丹和馬爾代夫而位居榜首，士氣高昂。但中國主帥佩連卻在賽前豪言會大勝港隊3球。兩軍在9月3日的對賽中，主隊中國被港隊以 0–0 逼和。而中國隊長鄭智更涉嫌辱罵港隊門將葉鴻輝是「狗」，受香港方面指責。
次回合移師香港主場旺角大球場，這場比賽之前，除了全勝已鎖定出線資格的卡塔爾之外，香港的戰績是4勝1和1負績14分暫列次席，較少賽一場的中國多3分。為取得次名，港隊須至少力保不敗，而中國的目標則是取勝。在上半場在互有攻勢下，雙方各自有中框攻門，29分鐘港隊麥基禁區頭槌攻門中楣，但雙方均未能轉化成入球。下半場早段，香港的一次角球中，法圖斯一度混戰攻門破網，卻被球證吹罰侵犯門將在先而入球無效。而在中後段，中國前鋒于大寶的一次攻門中疑似已過白界後才被港隊門將葉鴻輝撈出，但旁證爭議性地未有示意入球，最終雙方再次互交白卷。兩回合的賽果使香港隊及球迷非常鼓舞，因港隊在04年的對賽，極具恥辱地以七球落敗，而今屆賽事則成功全身而退。而門將葉鴻輝亦曾說「即使不能晉級，亦要阻你出線」，但中國隊仍順利出線。在賽事進行期間，香港球迷曾舉起「Hong Kong is not China」（香港不是中國）的標語，令賽後中國網民要求判港隊負 0–3。
在這階段发生过数宗球迷“嘘国歌”事件，並持續到後續的2017年2019年亞足聯亞洲盃外圍賽賽事的進行，導致香港足總一共被罰超過一萬美元。這為中華人民共和國通過中华人民共和国国歌法的其中一個主要原因，該法例規定不尊重國歌的人可被判入獄等刑罰。
| 中國 | 0–0                    | 香港 |
| ---- | ---------------------- | ---- |
|      | 報告 (FIFA) 報告 (AFC) |      |

| 香港 | 0–0                    | 中國 |
| ---- | ---------------------- | ---- |
|      | 報告 (FIFA) 報告 (AFC) |      |

## 戴偉浚「倒戈」爭議
2018年10月，戴偉浚獲選香港隊對泰國及印尼的大軍名單，但報稱因受傷而無法參賽。可是，在香港隊公佈決選名單不久後，牛津聯表示戴偉浚將与父母一同赴荷兰跟隨轩迪克率领的中國U21足球隊操練一段時間，而戴偉浚的Instagram動態也上載了自己赴当地的機票。事件引來大批香港網民抨擊，認為戴偉浚是假傷，實際是想透過跟操進入中國U21隊伍。事後戴偉浚删除動態，仍然入選2019年東亞足球錦標賽第二圈初選名單，但網民仍對他惡評如潮。
2020年8月，隨着戴偉浚在中超接連有出色表現，不斷有消息流傳深圳佳兆業已著手幫助完成轉藉手續，傳媒消息亦指戴偉浚本人也希望能夠代表中國隊出戰。他翌月接受访问时亲承：“如果有机会代表国足出战的话，我会很荣幸。手续还在办理，俱乐部还在帮我办。”
2022年1月7日，戴伟浚入选中国国家男子足球队大名单。据悉戴伟浚已经放弃香港永久居民身份，正式落户中国内地。1月27日在中國隊作客0:2不敵日本的世界盃外圍賽中，戴伟浚64分鐘後備入替鄭錚，完成中國隊首秀。

## 球會級別
中國球會此前曾設立衛星球隊參與香港足球聯賽。首先是東莞聯華，兩年後被中國超級聯賽球隊成都謝菲聯預備隊謝菲聯取代。 2016年，廣州富力足球俱樂部在獲得香港足球總會批准後，成立了富力足球會，讓其青年隊參與香港超級聯賽。安排是球員居住在廣州但在香港進行主場比賽，並且必須派遣符合香港資格的球員上場。 富力參與香港足球遭到反對，認為這支中國球隊獲得優待得以在香港參與香港超級聯賽。
2015年，中國足球協會改變政策，未曾代表港隊的香港球員從2016年起將被註冊為外援而非「本土球員」。這項改變令香港球員難以憑藉「本土球員」身份能夠在資金雄厚的中國球會賺取更多收入，儘管香港足球總會仍保持獨立。 在香港超級聯賽征戰4年後，富力於2020年10月14日正式宣布退出聯賽。
在球會層面，香港和中國球隊很少互相對戰，因為香港的聯賽規模比中國要小。
在2017年亞洲冠軍聯賽中，香港球會東方足球隊和中國球會廣州恆大被抽籤分在G組。兩隊分別於2月22日在廣州和4月25日在香港交手。 2月22日，香港球會東方在天河體育場以0–7敗給廣州。他們在旺角大球場的回合賽事中再以0–6落敗。
在2018年亞洲冠軍聯賽中，中國球會天津權健和香港球會傑志體育會被抽籤分在同一組。2018年2月13日，天津權健在中國以3–0擊敗傑志。2018年4月4日，傑志在主場再次敗給天津權健，今次比數為0–1。
在2021年亞洲冠軍聯賽中，傑志與廣州足球俱樂部被抽籤分在同一組。由於中國球隊因新冠肺炎限制無法派遣最強陣容參賽，傑志在兩次交手中均以1–0獲勝。兩隊最終都未能晉級淘汰賽階段。

### 葉鴻輝轉會爭議
2013年夏天，葉鴻輝同意與貴州人和簽訂4.5年合約。 然而中國足球協會以葉鴻輝不符合本土球員資格為由拒絕其註冊，因此會違反中國超級聯賽要求所有門將必須為本土球員的規定。
葉鴻輝透過展示「我是中國人，不是外援」的橫幅抗議這項裁決。葉鴻輝被香港網民嘲笑並給予「中國輝」的綽號。然而2年後在香港對戰中國的2018年世界盃外圍賽前，葉鴻輝聲稱他「對中國沒有任何感情」，並表示希望即使香港會被淘汰仍要阻止中國出線。他聲稱是受貴州人和指示才展示橫幅，不會再這樣做。

## 對戰紀錄
更新至2025年7月15日。
| 日期           | 賽事                     | 比分                               |
| -------------- | ------------------------ | ---------------------------------- |
| 1975年6月17日  | 1976年亞足聯亞洲盃外圍賽 | 香港 0：1 中國                     |
| 1977年7月17日  | 國際友誼賽               | 中國 2：1 香港                     |
| 1977年7月28日  | 國際友誼賽               | 中國 1：2 香港                     |
| 1980年6月30日  | 國際友誼賽               | 中國 7：0 香港                     |
| 1980年12月21日 | 1982年世界盃外圍賽       | 香港 0：1 中國                     |
| 1980年12月31日 | 1982年世界盃外圍賽       | 香港 0：0 中國 · 中國十二碼勝5－4  |
| 1982年7月21日  | 國際友誼賽               | 中國 2：0 香港                     |
| 1984年9月17日  | 1984年亞足聯亞洲盃外圍賽 | 中國 2：0 香港                     |
| 1985年2月17日  | 1986年世界盃外圍賽       | 香港 0：0 中國                     |
| 1985年5月19日  | 1986年世界盃外圍賽       | 中國 1：2 香港                     |
| 1995年2月21日  | 1995年皇朝盃分組賽       | 香港 0：0 中國                     |
| 1995年2月26日  | 1995年皇朝盃季軍戰       | 香港 1：1 中國 · 香港 十二碼勝3－1 |
| 1996年2月4日   | 1996年亞足聯亞洲盃外圍賽 | 香港 0：2 中國                     |
| 2000年4月25日  | 國際友誼賽               | 香港 0：1 中國                     |
| 2003年12月10日 | 2003年東亞足球錦標賽     | 中國 3：1 香港                     |
| 2004年3月31日  | 2006年世界盃外圍賽       | 香港 0：1 中國                     |
| 2004年11月17日 | 2006年世界盃外圍賽       | 中國 7：0 香港                     |
| 2010年2月14日  | 2010年東亞足球錦標賽     | 香港 0：2 中國                     |
| 2015年9月3日   | 2018年世界盃外圍賽       | 中國 0：0 香港                     |
| 2015年11月17日 | 2018年世界盃外圍賽       | 香港 0：0 中國                     |
| 2019年12月18日 | 2019年東亞盃決賽圈       | 香港 0：2 中國                     |
| 2022年7月27日  | 2022年東亞盃決賽圈       | 香港 0：1 中國                     |
| 2024年1月1日   | 國際友誼賽               | 中國 1：2 香港                     |
| 2025年7月15日  | 2025年東亞盃決賽圈       | 中國 1：0 香港                     |